# Patrick Murphy
Patrick Murphy (n. 22 februarie 1984, Noul Wales de Sud, Australia) este un înotător ce a reprezentat Australia, medaliat olimpic. A participat la o ediție a Jocurilor Olimpice (2008) în care a câștigat 3 medalii de bronz.